# Xylotoles germanus
Xylotoles germanus är en skalbaggsart som beskrevs av Sharp 1886. Xylotoles germanus ingår i släktet Xylotoles och familjen långhorningar. Inga underarter finns listade i Catalogue of Life.